# Ozyptila clavigera
Ozyptila clavigera är en spindelart som först beskrevs av O. Pickard-Cambridge 1872.  Ozyptila clavigera ingår i släktet Ozyptila och familjen krabbspindlar.
Artens utbredningsområde är Israel. Inga underarter finns listade i Catalogue of Life.